# Hüseynli
Hüseynli (ryska: Гусейнли) är en ort i Azerbajdzjan.   Den ligger i distriktet Tərtər Rayonu, i den centrala delen av landet, 240 km väster om huvudstaden Baku. Hüseynli ligger 125 meter över havet och antalet invånare är 2 093.
Terrängen runt Hüseynli är platt. Runt Hüseynli är det ganska tätbefolkat, med 134 invånare per kvadratkilometer.. Närmaste större samhälle är Quzanlı, 9,1 km sydost om Hüseynli.
Trakten runt Hüseynli består till största delen av jordbruksmark.